# Dekanat Bad Tölz-Wolfratshausen
Das Dekanat Bad Tölz-Wolfratshausen ist ein Dekanat der römisch-katholischen Kirche im Erzbistum München und Freising und gehört zur Region Süd. Bei der Dekanatsreform 2024 wurde es aus den vorher bestehenden Dekanaten Bad Tölz und Wolfratshausen gebildet. Sein Sitz ist in Geretsried.

## Einzugsgebiet
Das Gebiet des Dekanats umfasst den Großteil des Landkreise Bad Tölz-Wolfratshausen sowie kleinere Teile der Landkreise München und Starnberg. Zum Dekanat gehören 34 Pfarreien und 10 Pfarrverbände, nämlich Aufkirchen, Bad Tölz, Dietramszell, Egling, Gaißach-Reichersbeuern, Schäftlarn, Königsdorf-Beuerberg, Münsing; dazu die Stadtkirchen Geretsried und Wolfratshausen sowie die Einzelpfarreien St. Laurentius-Großdingharting, St. Jakob-Lenggries und St. Andreas-Sachsenkam.